# Westerwald (Naturraum)
Westerwald ist im System des Handbuchs der naturräumlichen Gliederung Deutschlands eine Haupteinheitengruppe mit der Ordnungszahl „32“. Nach dieser Systematik folgt, dass die Haupteinheitengruppe Westerwald zum Rheinischen Schiefergebirge und damit zum Grundgebirgsschollenland gehört, was den Typ des Gebirgsaufbaus beschreibt. Die Haupteinheitengruppe erstreckt sich über Hessen, Nordrhein-Westfalen und Rheinland-Pfalz. Begrenzt wird sie in etwa durch die Täler von Lahn (Osten und Süden), Rhein und Sieg (über Heller), wobei die Erhebungen unmittelbar südlich von Heller und Sieg nicht hinzu gerechnet werden.

## Naturräumliche Gliederung
Der naturräumliche Westerwald wurde im Jahr 1957 in der 4./5. Lieferung des Handbuchs der naturräumlichen Gliederung Deutschlands (S. 449–480) durch Wilhelm Hartnack beschrieben und in dreistellige Haupteinheiten gegliedert, wobei der Niederwesterwald (324, damals noch 324–326; S. 474 ff) von Erich Heyn (324 Montabaurer Westerwald, entspricht heute 324.1–3) und Heinrich Müller-Miny (325 Rheinwesterwald und 326 Vorderwesterwälder Hochflächen, damals noch inklusive Siebengebirge) beschrieben wurde. Eine Kartierung und Nummerierung  war bereits 1954 erfolgt und wurde im Jahr 1960 modifiziert. Eine feinere Gliederung (Nachkommastellen) erfolgte durch die Einzelblätter 1:200.000 125 Marburg (Gerhard Sandner 1960), 138 Koblenz (Heinrich Müller-Miny, Martin Bürgener 1971) 124 Siegen (Heinz Fischer, Hans-Jürgen Klink 1972) und 122/123 Köln/Aachen (Ewald Glässer 1978). Blatt  Siegen berührt alle Haupteinheiten, Blatt Marburg enthält im Wesentlichen (fast komplett) das auf Blatt Siegen nur randlich anzutreffende Gladenbacher Bergland, während Blatt Koblenz sich im Wesentlichen auf den Niederwesterwald beschränkt, von dem Blatt Köln nur Randanteile enthält. Entsprechend sind in der Aufstellung unten die Einzelblätter entweder bei der Haupteinheit oder bei den wenigen in ihnen enthaltenen Untereinheiten referenziert.
Folgendermaßen gliedert sich der naturräumliche Westerwald:
- 320 – Gladenbacher Bergland[7] (773 km², s. u.)[1]

- 320.0 Lahn-Dill-Bergland

- 320.00 Breidenbacher Grund
- 320.01 Bottenhorner Hochflächen
- 320.02 Schelder Wald
- 320.03 Zollbuche
- 320.04 Hörre
- 320.05 Krofdorf-Königsberger Forst

- 320.1 Gladenbacher Hügelland

- 320.10 Damshäuser Kuppen, Zuordnung zum Hügelland jedoch strittig (s. u.)
- 320.11 Elnhausen-Michelbacher Senke
- 320.12 Salzbödetal
- 320.13 Niederweidbacher Becken

- 320.2 Oberes Lahntal

- 321 – Dilltal[8] (174 km²)[1]

- 321.0 Unteres Dilltal
- 321.1 Oberes Dilltal (mit Dietzhölzetal)
- 321.2 Struth

- 322 – Hoher Westerwald[8] (346 km²)[1]

- 322.0 Westerwälder Basalthochfläche
- 322.1 Neunkhausen-Weitefelder Plateau

- 323 – Oberwesterwald[8] (669 km²)[1]

- 323.0 Westerwald-Osthang (Dillwesterwald)
- 323.1 Oberwesterwälder Kuppenland
- 323.2 Dreifelder Weiherland
- 323.3 Südoberwesterwälder Hügelland

- 323.30 Steinefrenzer Platte

- 324 – Niederwesterwald[9][8] (1316 km²)[1]

- 324.0–3 Montabaurer Westerwald

- 324.0 Emsbach-Gelbach-Höhen

- 324.00 Horchheimer Höhe
- 324.01 Emsbachtal
- 324.02 Hochfläche von Welschneudorf
- 324.03 Gelbachtal
- 324.04 Eppenroder Hochfläche (Blatt Koblenz; Otto Klausing: Hochstein-Rücken)

- 324.1 Montabaurer Höhe
- 324.2 Montabaurer Senke
  - Malberg (Singularität)

- 324.3 Kannenbäcker Hochfläche

- 324.4–9 Rheinwesterwald
  - 324.4–6 Sayn-Wied-Hochflächen (Blatt Koblenz)
    - 324.4 Rhein-Wied-Rücken
    - 324.5 Waldbreitbacher Wiedtal (Blatt Siegen; Blatt Koblenz: Wiedtalkammer von Waldbreitbach)
    - 324.6 Sayn-Wied-Hochfläche („Märker Wald“-Hochfläche)
      - 324.60 Isenburger Sayntal

  - 324.9 Rheinwesterwälder Vulkanrücken

- 324.7–8 Vorderwesterwälder Hochflächen
  - 324.7 Dierdorfer Senke
  - 324.8 Asbach-Altenkirchener Hochflächen (Niederwesterwälder Hochmulde)
    - 324.80 Asbacher Hochfläche
    - 324.81 Altenkirchener Hochfläche

Den Westerwald im engeren Sinne versteht man in der Regel unter der Abgrenzung der Haupteinheitengruppen 322 bis 324. 
Wilhelm Hartnack, der präferiert, die gesamte Haupteinheit als „Lahn-Dill-Bergland“ zu bezeichnen, schließt das Gebiet der Damshäuser Kuppen (bei ihm geologisch unterschieden in „Rimberggebiet“ und „Hungertgebiet“) explizit vom Gladenbacher Hügelland aus. Bei ihm reichte das Gladenbacher Bergland noch nach Norden über die Lahn und enthielt auch die Sackpfeifen-Vorhöhen, wodurch eine Fläche von 828,4 km² zustande kam. Die durch die Steckbriefe des BfN angegebene Fläche von 787 km² enthält zumindest einen Teil der Vorhöhen, in der Hauptsache den Wollenberg, dessen Fläche herausgerechnet wurde.